# Moviment al Socialisme (Veneçuela)
Moviment al Socialisme (Movimiento al Socialismo en castellà), més conegut pel seu acrònim MAS, és un partit polític de Veneçuela.
La seva bandera és taronja, amb les lletres blanques de vora negra o blava. Fou fundat per dissidents comunistes (de tendència socialdemòcrata radical) el 1971.